# 瓦尔德基希
瓦尔德基希（德語：Waldkirch，發音：[ˈvaltˌkɪʁç] ⓘ）是德国巴登-符腾堡州弗赖堡行政区埃门丁根县的城市，面积48.47平方千米，2023年12月31日人口为22,266人。

## 友好城市
瓦尔德基希与以下城市结为友好城市：
- 比利时 沙勒罗瓦
- 法國 沙瓦奈
- 瑞士 利斯塔爾
- 法國 塞莱斯塔
- 英格兰 沃辛